# مدرسة الفصل الواحد

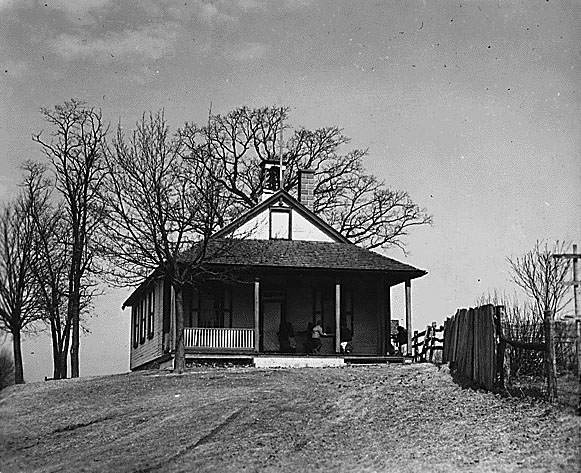
مبنى مدرسة تابع للآميش في مقاطعة لانكستر, بنسلفانيا في عام 1941.

كانت مدارس الفصل الواحد شائعة وانتشرت في أرجاء الريف في عدة بلاد من بينها الولايات المتحدة الأمريكية، وكندا، وأستراليا، ونيوزيلندا، بالإضافة إلى المملكة المتحدة، وأيرلندا وإسبانيا، وذلك في أواخر القرن التاسع عشر وبداية القرن العشرين. ففي معظم المدارس الريفية ومدارس المُدُن الصغيرة، يجتمع جميع الطلاب في فصل دراسي واحد. ويقوم مُعلِّم واحد فقط بتدريس الأُسُس والقواعد التعليمية لكل الصفوف الدراسية للأولاد أو الفتيات في عمر المرحلة الابتدائية. وفي حين أن هذه المدارس لم تعد مُستخدمة في الكثير من المناطق، لكنها شائعة ومنتشرة في الدول النامية والمناطق الريفية، مثل جزر فوكلاند وأيضًا جزر شتلند.

## معلومات تاريخية

### كندا
كانت الكثير من مدارس الفصل الواحد تقوم بوظيفة الكنيسة المحلية أيام الأحد، وتُعتبر أماكن للاجتماعات في المساء وأيام السبت حيث يلتقي السكان المحليون لممارسة أنشطتهم. ونتيجة لوجود معظم هذه المدارس في الريف فلم يكن تتوفر بها المياه أو نظام صرف صحي، لذلك قام السكان المحليون بتحويل الآبار إلى دورات مياه (عن طريق استخدام لوح خشبي وحَفْر ثُقْب فيه), وكانوا يُذيبون الجليد للحصول على الماء في فصل الشتاء أمَّا في الصيف فيعتمدون على المساعدات التي تأتيهم من المزارع المُجاورة. وفي خمسينيات القرن الماضي كانت شاحنة الحليب تأتي من وقتٍ لآخر في فصول الصيف لتزويدهم بمختلف الأنواع من منتجات الألبان (والحليب في الدرجة الأولى).
كثيرًا ما كانت معايير التدريس تختلف من مدرسةٍ لأخرى وذلك لأنَّ المُعلِّم كان يضطَّر إلى تعليم الأطفال من كل الأعمار والمراحل الدراسية داخل فصل دراسي واحد. وفي بعض الأحيان، كان هذا الأمر يعني أنه بين الفنية والأخرى قد يدرك الطلاب الأصغر سنًا مفاهيم ومعلومات دراسية قد لا يكتشفونها قبل بضع سنوات. فأصبح هذا أحد الأسباب التي أدَّت إلى الفترة «المُبكِّرة» في بداية ستينيات القرن العشرين.

### أيرلندا
في أيرلندا، سُنَّ قانون ينص على مجانية التعليم الابتدائي عام 1831, فشجعوا بناء الكثير من المدارس الوطنية ذات المُعلِّم الواحد عبر المناطق الريفية، حيث استخدموا في البداية حجرة واحدة في أحد المباني القائمة بالفعل. وبحلول خمسينيات القرن التاسع عشر، كانت هناك مدرسة في كل أبرشية. ومعظم مدارس الفصل الواحد أو الفصلين التي لا تزال باقية حتى الآن يرجع تاريخها إلى ما بعد عام 1891 وذلك عندما أصبح التعليم الابتدائي إجباريًا. وقد انتشرت أغلبية المدارس التي لا تزال قيد الاستعمال حتى يومنا هذا عقب دمجها مع المدارس المُجاورة. منذ عام 2002, أصبح لأي مدرسة مُموَّلة من قبل الدولة وفيها على الأقل عشرة طلاب الحق في توظيف اثنين من المُعلِّمين; وهناك واحد وعشرون مدرسة تدخل ضمن هذا الحد وتقع في الجزر البعيدة عن الشاطئ. وفي العقود الأخيرة، تم تأسيس عددًا كبيرًا من المدارس حيث يوجد بعض الأهالي غير راضين عن نظام المدرسة الوطنية. من بين هذه المدارس مدرسة جالسيكويل إيانا (والتي يتم التدريس فيها باللغة الأيرلندية بدلًا من اللغة الإنجليزية) والمدارس المتعددة المذاهب (معظم المدارس الأيرلندية يحكمها مذهب خاص بإحدى الكنائس المسيحية الرئيسية) أو جميعها. وعلى الرغم من أن مثل هذه المدارس أضحت أخيرًا مؤهلاً للتمويل الحكومي وجديرة بها، لكنها عادةً ما تبدأ بتوظيف مُعلِّم واحد ليقوم بالتدريس في حجرة واحدة أو في مبنى مسبق الصنع.

### الولايات المتحدة

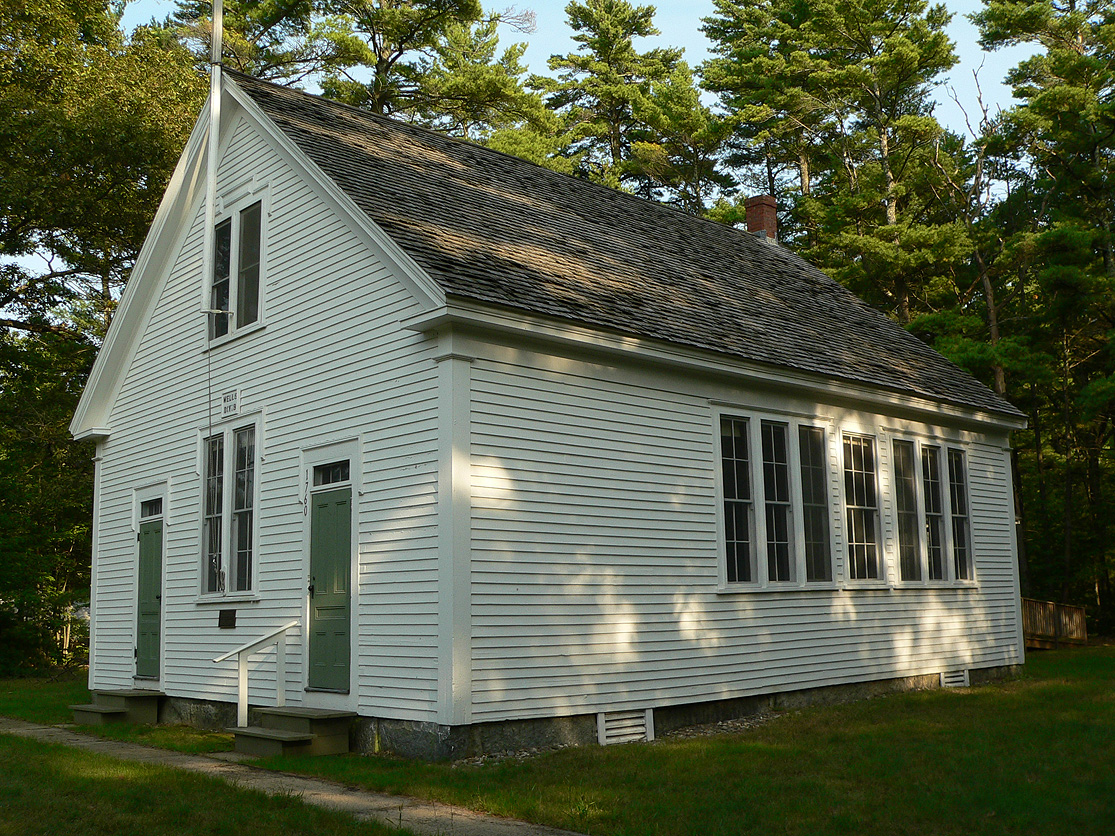
إحدى مدارس الفصل الواحد المحمية تقع في ويلز, مين.

إن جودة التسهيلات المُقدمة إلى مدارس الفصل الواحد قد تغيَّرت من جرَّاء الظروف الاقتصادية المحلية، ولكن بشكلٍ عام قد يختلف عدد الأطفال في كل مرحلة دراسية مع تغير عدد السكان المحليين. كانت معظم المباني تتميز بكونها ذات بنية هيكلية بسيطة، وبعضها يوجد به جرس على القُبَّة. وفي منطقة الغرب الأوسط، استُخدم أيضًا المرج بالإضافة إلى الأحجار في بعض المناطق مثل بعض النواحي في الجنوب الغربي حيث تنمو الأشجار النادرة. في بعض الأماكن تكون مباني المدارس مطلِيَّة باللون الأحمر في حين تكون بعضها باللون الأبيض.

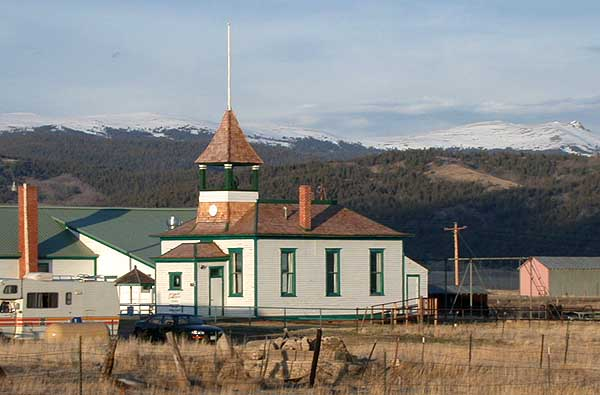
مبنى لمدرسة الفصل الواحد في جفرسون, كولورادو

تُعد مدرسة ميشن ريدج واحدة من أوائل المدارس في مقاطعة ماسون، فيرجينيا الغربية. لكنها نُقلت إلى مُجمَّع المتحف الزراعي العام بفيرجينيا الغربية قرب مدينة بوينت بليزانت.. تُشير نتائج فحص مواد التشييد إلى أن عمَّال البناء كانوا يقومون بنشر أخشاب البناء والألواح الخشبية وتسويتها يدويًا. كما كانوا يستخدمون المسامير مُربَّعة الشكل في جميع أنحاء المبنى. علاوة على ذلك، فإن جميع مواد التشييد في المبنى أصلية فيما عدا السقف والقليل من الألواح الخشبية المُستعملة في الأرضية. أمَّا السبُّورة فكانت عبارة عن لوحة سوداء اللون ومصنوعة من ألواح خشبية عريضة ومطلية باللون الأسود. لاحقًا وبعد مرور فترة طويلة من الوقت أصبح الأردُوَاز يُستخدم للكتابة على السبورة، على الرغم من أن كل طالب غالبًا ما كان لديه حجر أردُواز خاص به لممارسة الكتابة.
كان أغلب المُعلِّمين في مدارس الفصل الواحد من الطلبة الذين سبق لهم الدراسة فيها. قام أحد الطلبة من مدينة كنتاكي بتقديم وصف دقيق لدور هؤلاء المٌعلِّمين وذلك في أربعينيات القرن الماضي: «فالمُعلِّمون الذين كانوا يعملون بمهنة التدريس في مدارس الفصل الواحد في الريف باتوا أشخاصًا مميزين للغاية. فأثناء شهور الشتاء كانوا يذهبون إلى المدرسة مُبكرًا حتى يُشعلوا النار في الموقد الكبير من أجل تدفئة المدرسة للطلاب. وفي الكثير من المُناسبات كانوا يُعدُّون وجبة ساخنة للغداء في وقت الظهر على هذا الموقِد وعادةً ما تتكوَّن هذه الوجبة من الحساء أو أي نوع من اليخنات. لقد كانوا يشملون تلاميذهم برعايتهم تمامًا مثل الدجاجة التي أصبحت أمًا وتقوم برعاية صغارها الذين فقسوا حديثًا; فتعتني بصحتهم وراحتهم.»
يمتَّد اليوم الدراسي العادي ابتداءً من الساعة التاسعة صباحًا وحتى الرابعة مساءً، بالإضافة إلى فترتين للراحة صباحًا وبعد الظهر مُدَّة كلٍ منهما خمس عشرة دقيقة وساعة لاستراحة الغداء. «يتحمَّل الطلاب الأكبر سنًا مسئولية إحضار الماء وحمل الفحم أو الخشب للموقِد. بينما تُوزَّع المسئوليات على الطلاب الأصغر في العمر وفقًا لأحجامهم وجنسهم كتنظيف السبورة (اللوحة الدراسية) وإخراج المِمحات لتنفيض الغبار عنها بالإضافة إلى واجباتٍ أخرى باستطاعتهم تنفيذها.»
في أغلب الأحيان، كان يتم توفير وسائل مواصلات للأطفال الذين يسكنون بعيدًا عن المدرسة بمسافة طويلة يصعب مشيها من ضمنها عربة يجرها حصان أو عربة ذات عجلتين ومقعد واحد، والتي يُمكن أن تقطع مسافات محدودة في وقت معقول كل صباح ومساء، أو قد يركب الأطفال الحصان، وكل هذه الحيوانات ترعى في حقلٍ صغير مُجاور أثناء اليوم. أمَّا في العصور الأحدث، أصبح الطلاب يركبون الدراجة الهوائية.
تحوَّل مبنى المدرسة إلى مركز اهتمام الآلاف من المجتمعات الريفية والنجوع والمُدُن الصغيرة. ولطالما أُقيمت اجتماعات المدينة فيها ونُظِّمت النُزُهات كذلك.
لم تعد الأغلبية العظمى من مدارس الفصل الواحد في الولايات المتحدة الأمريكية تُستخدم، كمدارس فإمَّا أنه تم هدمها أو يُنتفع منها لأغراض أخرى. ومع ذلك، وفي بعض المجتمعات الريفية، منها مجتمع الآميش، لا تزال مدارس الفصل الواحد أو الفصلين قيد الاستعمال في التعليم الابتدائي في المقام الأول فيتخرَّج منها الطلاب ثم يلتحقون بالمدارس الإعدادية والثانوية المحلية أو الإقليمية.
تقع آخر مدرسة للفصل الواحد التي لا تزال في طور الاستخدام في ولاية نيويورك في منطقة وينسكوت. كانت مدرسة وينسكوت تقع في عدة مبانٍ مؤلفة من حجرة واحدة حتى تم بناء ملحق تابع للمبنى الرئيسي عام 2008.

## محَّل إقامة المُعلِّمين

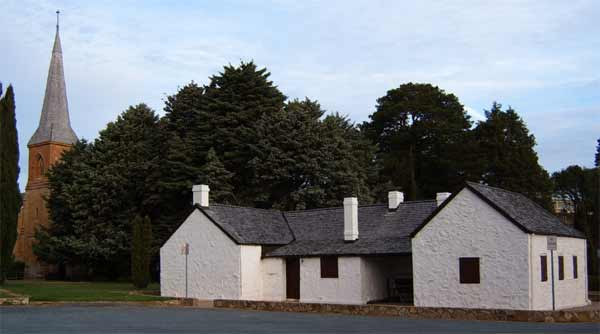
كنيسة القديس يوحنا المعمدان (1841), ومدرسة الفصل الواحد (1845) ملحق بها محل إقامة للمُعلِّمين، والآن تحوَّلت إلى متحف في كانبيرا، أستراليا.

كان محل إقامة المعلمين، أو ما كان يعرف باسم بيت المعلمين، في الأغلب مُلحقًا بالمدرسة أو قريبًا منها، وذلك لأن زوجة المعلم وعائلته يُمثِّلان جزءًا مُكمِّلًا للإدارة ونظام الدعم للمدرسة. أمَّا المعلمات العازبات فغالبًا ما كن يسكن مع إحدى العائلات المحلية بسبب الأعراف الاجتماعية التي تتطلب المراقبة الاجتماعية للنساء العازبات.

## عملية الدمج
أتاحت الحافلات المدرسية المزودة بمحركات التي ظهرت في عشرينيات القرن العشرين الانتقال والسفر لمسافات طويلة، وما لبثت أن اندمجت مدارس الفصل الواحد في معظم أنحاء الولايات المتحدة مع مدارس ذات فصول متعددة حيث توجد فصول دراسية منفصلة لجميع المراحل الدراسية. تدريجيًا، استُبدلت مباني مدارس الفصل الواحد؛ فأغلبية مدارس الفصل الواحد كان قد تم استبدالها بمدارس أكبر أثناء الحرب العالمية الثانية فيما عدا المناطق الريفية. غير أن هذه المدارس لا تزال شائعة ومنتشرة في الأجزاء الريفية من أستراليا.

## الحماية: المباني والثقافة

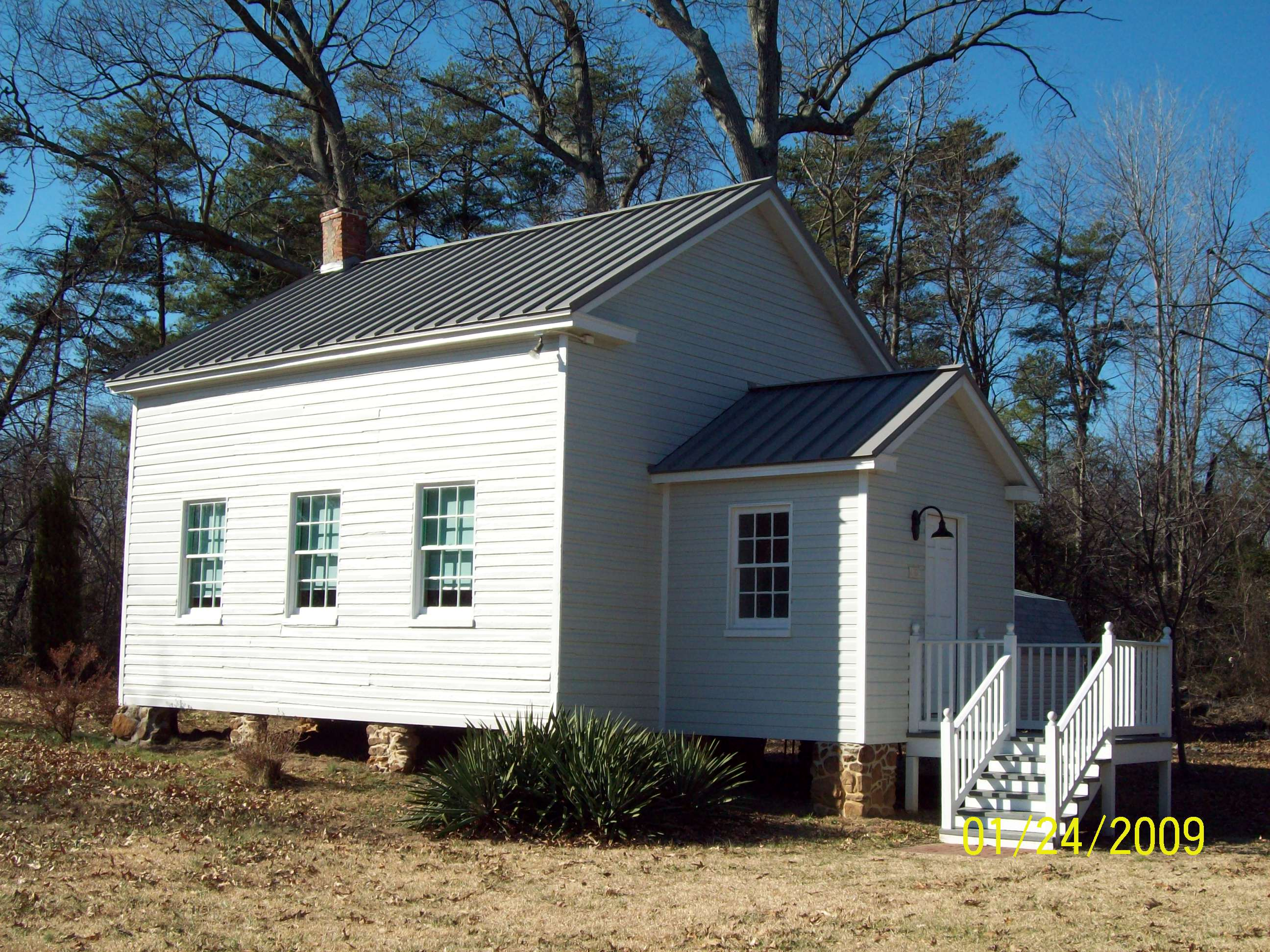
مدرسة بورت ريبابليك #7, في مقاطعة كالفيرت, ماريلاند, ديسمبر 2008.

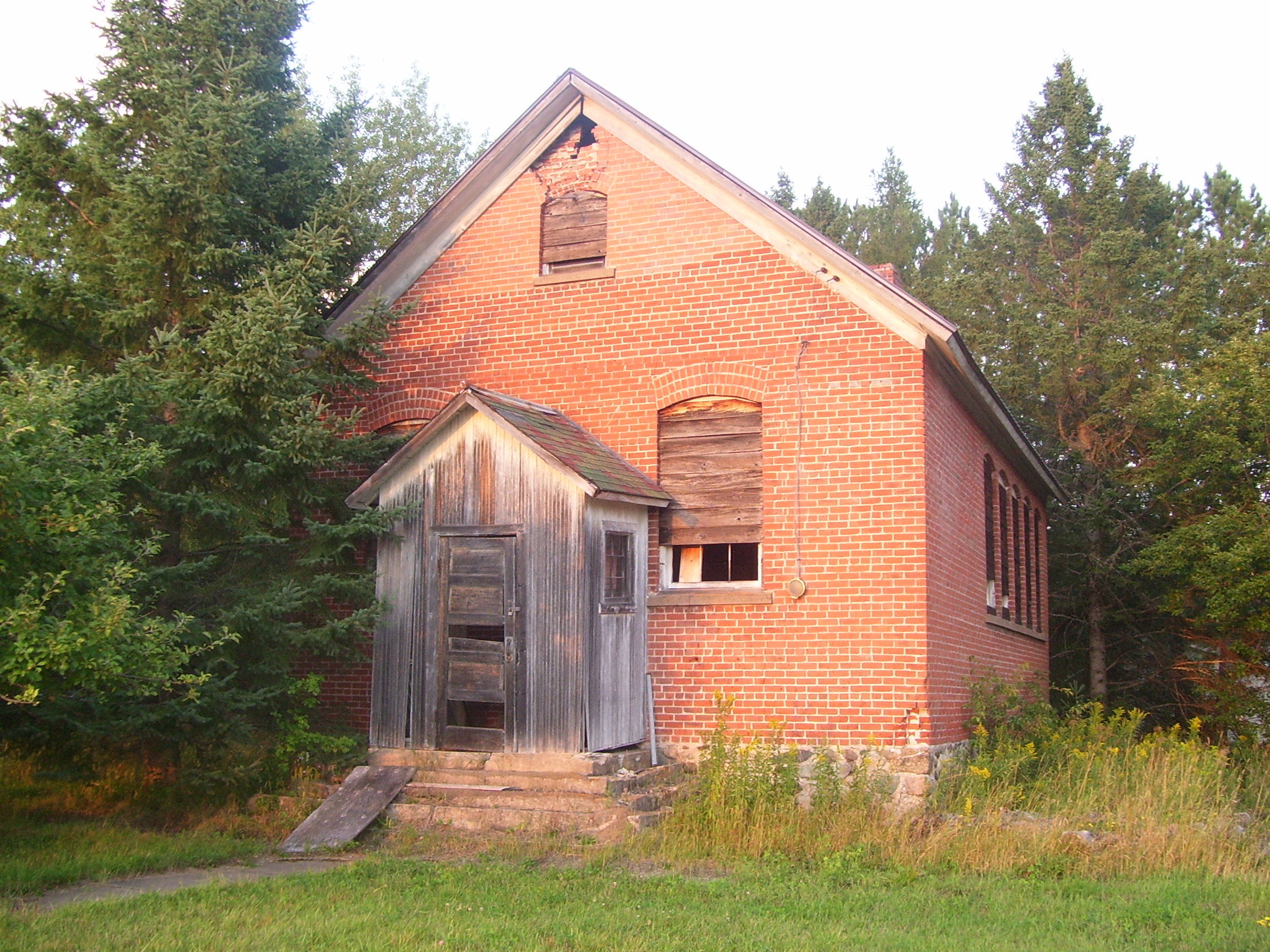
بعض المدارس التاريخية التي استطاعت البقاء حتى الآن ولا تزال غير مُرمَّمة ومُتصدِّعة. المدرسة التي في الصورة (في شماليّ مقاطعة برايس, ويسكونسن), تقع على أرض خاصة ولم يتم ترميمها، على الرغم من إبداء المجتمع اهتمامه بالمحافظة عليها.

في مقاطعة كالفيرت، ماريلاند، أغلقت مدرسة بورت ريبابليك رقم 7 أبوابها عام 1932 وظلَّت خارج نطاق الاستخدام لأكثر من أربعين عامًا. بعد ذلك، وفي جمعية كالفيرت للمعلمين المُتقاعدين التي تأسست عام 1976, وبحثًا عن مشروع سنوي لتنفيذه بمناسبة الذكرى السنوية الثانية اتخَّذت المدرسة قرارًا بإعادة فتح مبنى مدرسة الفصل الواحد. وفي الرابع والعشرين من يوليو، 1977, وبعد أشهر من العمل المُضني والشاقّ من قبل المعلمين والمتطوعين من المجتمع، دقَّ جرس المدرسة مرة أخرى، وأصبحت المدرسة الصغيرة الحافلة بالذكريات والأشياء الجديرة بالتذكّر جاهزة لاستقبال زُوَّارها. وتعتبر هذه المدرسة إحدى المعالم السياحية الهامَّة بالمقاطعة.
كما تم تنفيذ مشروع مشابه له في مقاطعة كوين آن، ماريلاند من قبل المعلمين المُتقاعدين والمتطوعين من المجتمع. وتقع المدرسة التي تم ترميمها أمام مدرسة مقاطعة كوين آن الثانوية
وفي ولاية آيوا، تم تحويل أكثر من 125 مدرسة من مدارس الفصل الواحد إلى متاحف محلية. كما اتخذَّ الناس من هذه المباني في بعض الأماكن منزلًا لهم.
في مدينة هاريسبيرغ، نبراسكا، تعتبر مدارس فلاورفيلد متاحف حية، حيث يتمكَّن تلاميذ المرحلة الرابعة داخل منطقة نبراسكا من قضاء يوم في مدارس فلاورفيلد ليُشبه يومًا دراسيًا عاديًا عام 1888. وبذلك، كانت لدى الطلاب الفرصة لتجربة قضاء يوم في المباني الخشبية أو ذات الحدائق كما أتيحت لهم الفرصة للكتابة بأقلام الريشة وقيامهم برحلة إلى المتحف القريب حيث يطَّلعون على نواحي مختلفة من الحياة عام 1888.
يضم مشروع مدرسة الفصل الواحد الذي تُنفِّذه الكلية الجنوبية الغربية في وينفيلد، كنساس جداول ومعلومات بخصوص بعض المدارس المنتشرة في أرجاء الولاية، وعددها 880 مدرسة. وقد قام باحثون ومؤرخون من أمريكا بجمع المعلومات والصور والقصص الواردة في هذا الموقع وإرسالها إلى المعنيين بهذا المشروع.
لا يزال مجتمع كوبر هاربر، ميشيغان يستخدم مدرسة الفصل الواحد؛ تقوم مدرسة كوبر هاربر بتعليم التلاميذ بدايةً من عمر رياض الأطفال وحتى المرحلة الدراسية الثامنة.
ويوجد في مقاطعة هيرن، ميشيغان عدة مبانٍ هيكلية لمدارس الفصل الواحد، ولا تزال المدارس الموجودة في ستة مناطق مختلفة تعمل وتقوم بخدمة طلابها.

## أبرز الطلاب الذين تخرَّجوا من مدارس الفصل الواحد

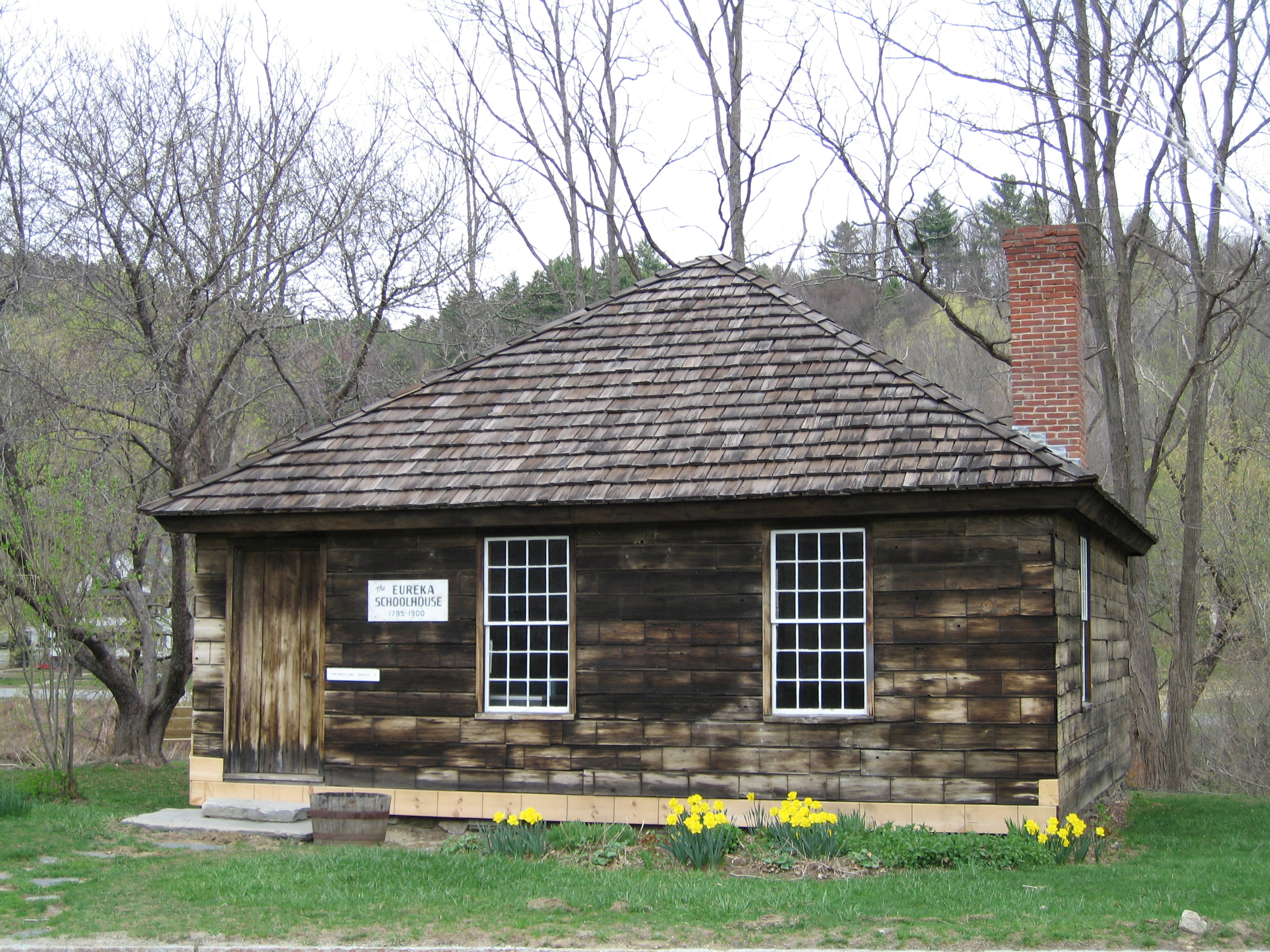
مدرسة يوريكا, سبرينغفيلد, فيرمونت كانت تُستخدم بشكلٍ متواصل حتى عام 1990.

- هربرت هوفر، رئيسًا للولايات المتحدة الأمريكية
- روبرت منزييس، خدم أطول فترة كرئيس وزراء أستراليا - ارتاد إحدى المدارس في جيباريت، فيكتوريا
- هازل مينر، التي تجمدَّت حتى الموت في العاصفة الثلجية في منتصف ولاية داكوتا الشمالية في مارس 1920, لكنها استطاعت إنقاذ أخيها وأختها الأصغر سنًا بحمايتهما بجسدها.
- جويس كارول أوتس، الكاتبة الحائزة على جائزة البوليتزر، تابعت دروسها في مدرسة الفصل الواحد في الجزء الشمالي من ولاية نيويورك.
- آلان بي شيبارد الابن، أول أمريكي يصعد إلى الفضاء وأحد روَّاد الفضاء الاثنى عشر الذين مشوا على القمر، ارتاد مدرسة الفصل الواحد في ديري الشرقية، نيوهامشير.
- جيمي ويلز، أحد مؤسسي ويكيبيديا
- لاورا إنجالز وايلدر، صوَّرت تجاربها في مدارس الفصل الواحد بطريقة مسرحية مثل شخصية التلميذ والمُعلِّم في رواية بعنوان منزل صغير على المرج(Little House on the Prairie) وروايات أخرى عديدة للأطفال.

## انظر أيضًا

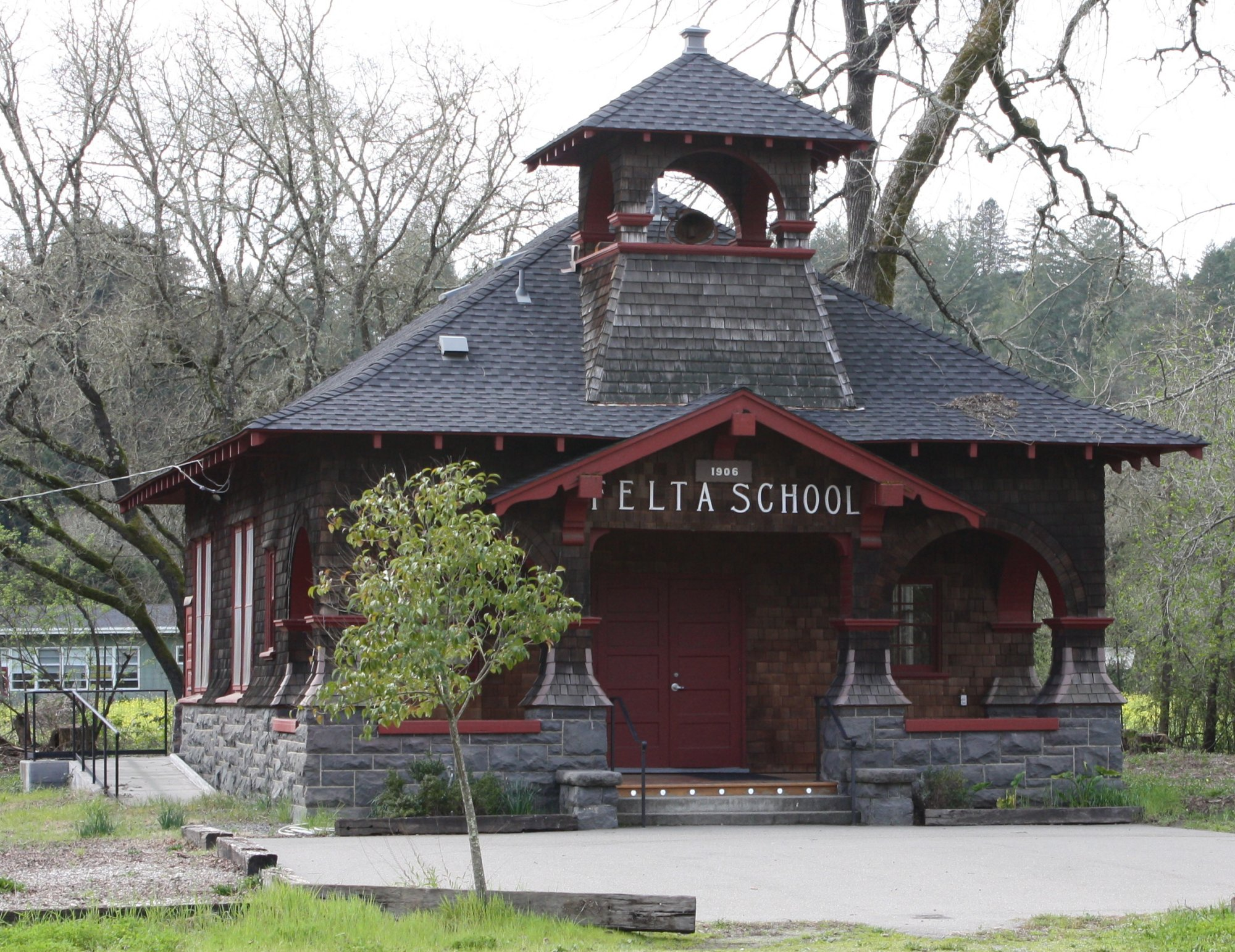
مدرسة فيلتا لعام 1906, مقاطعة سونوما, كاليفورنيا أغلقت أبوابها في 27 نوفمبر، 1951

## كتابات أخرى
- Jonathan Zimmerman (2009). Small Wonder: The Little Red Schoolhouse in History and Memory. Yale University Press.

## وصلات خارجية
- Video Interview with 1920 student in 1820 1 1-room schoolhouse in E. Fishkill, NY (16 min.) على يوتيوب
- Audio Interview with 1920 student in 1820 1-room schoolhouse in E. Fishkill, NY (55 min.)
- Brief photo sequence of dissassembly, move, and recondition of 1820 1-room schoolhouse in E. Fishkill, NY على يوتيوب
- Detailed photos of dissassembly, move, and recondition of 1820 1-room schoolhouse in E. Fishkill, NY
- One Room School Houses in the Ottawa Valley
- CSAA a National One-Room Schoolhouse Support Organization
- Berkshire County Massachusetts (Lanesborough), Preserved One-room Schoolhouse on Mt. Greylock
- One Room School House Project of Southwestern College
- Historic Mission Ridge One-room School
- University of Northern Iowa - One-room School Museum
- New Jersey Historic Schoolhouses Mapped with Descriptions
- Iron Hill School: An African-American One-Room School, a National Park Service Teaching with Historic Places (TwHP) lesson plan
- Former Mt. Lonarch school, Victoria, Australia.
- America's One-Room Schoolhouses نسخة محفوظة 14 مارس 2005 على موقع واي باك مشين.
- New Jersey's Historic One Room Schoolhouses
- Historic One-Room Schoolhouses of Columbia County, WA
- Historic Photos of Rex Schoolhouse in Oregon
- Country School: One Room - One Nation Documentary Film
- The Etna Schoolhouse Foundation